# 內華達山脈國家公園
內華達山脈國家公園（西班牙語：Parque Nacional de Sierra Nevada）是西班牙的一個國家公園，位於格拉納達省和阿爾梅里亞省。內華達山脈國家公園在1999年1月14日被列入國家公園，面積85,883公頃，是西班牙面積最大的國家公園。